# Euforión (poeta)
Euforión (en griego antiguo: Εὐφορίων, Euphoríōn) fue un poeta trágico griego, hijo de Esquilo, también escritor. En las Dionisias del año 431 a. C., Euforión ganó el primer premio, venciendo a Sófocles (que obtuvo el segundo lugar) y a Eurípides, quien obtuvo el tercer lugar con una tetralogía que incluía la extensa obra Medea. Es propuesto por algunos investigadores como el verdadero autor de Prometeo encadenado-previamente asumida como una obra de su padre, a quien le fue atribuida por la Biblioteca de Alejandría,-por varias razones, principalmente porque la representación de Zeus del dramaturgo es mucho menos reverente que en otras obras atribuidas a Esquilo, y que las referencias a la obra aparecen en las del cómico Aristófanes. Esto ha llevado a que los historiadores daten la obra en el año 415 a. C., mucho después de la muerte de Esquilo. Si Euforión hubiese escrito Prometeo encadenado, habría entonces cuatro, y no tres, poetas trágicos de la Antigua Grecia con una o más obras sobrevivientes.